# Сент-Хелина (приход)
Сент-Хели́на (англ. Saint Helena Parish, фр. Paroisse de Sainte-Hélène) — приход штата Луизиана, США. Согласно переписи 2020 года в Сент-Хелине проживало 10 920 человек. Административный центр прихода — Гринсберг. Входит в метрополитанский ареал Батон-Ружа.
Приход был создан в 1810 году и назван в честь Святой Елены. Сент-Хелина — один из восьми приходов Луизианы известных как «Флоридские приходы». Его территория была частью колониальной Западной Флориды, но в 1810 году президент США Джеймс Мэдисон объявил об аннексии этой территории вплоть до реки Пердидо и о включении её в состав Орлеанской территории.

## Географическое положение
По данным Бюро переписи США, общая площадь прихода равняется 1060 км2. Находится к северо-востоку от столицы штата Батон-Руж.

### Соседние округа
- Танджипахоа — восток
- Ист-Батон-Руж — юго-запад
- Ливингстон — юг
- Амит (Миссисипи) — север
- Ист-Фелишиана — запад

## Население
| Год переписи | Нас.  |  | %±     |
| ------------ | ----- |  | ------ |
| 1820         | 3026  |  | —      |
| 1830         | 4028  |  | 33,1%  |
| 1840         | 3525  |  | −12,5% |
| 1850         | 4561  |  | 29,4%  |
| 1860         | 7130  |  | 56,3%  |
| 1870         | 5423  |  | −23,9% |
| 1880         | 7504  |  | 38,4%  |
| 1890         | 8062  |  | 7,4%   |
| 1900         | 8479  |  | 5,2%   |
| 1910         | 9172  |  | 8,2%   |
| 1920         | 8427  |  | −8,1%  |
| 1930         | 8492  |  | 0,8%   |
| 1940         | 9542  |  | 12,4%  |
| 1950         | 9013  |  | −5,5%  |
| 1960         | 9162  |  | 1,7%   |
| 1970         | 9937  |  | 8,5%   |
| 1980         | 9827  |  | −1,1%  |
| 1990         | 9874  |  | 0,5%   |
| 2000         | 10525 |  | 6,6%   |
| 2010         | 11203 |  | 6,4%   |
| 2020         | 10920 |  | −2,5%  |

В 2020 году на территории прихода проживало 10 920 человек, насчитывалось 5317 домашних хозяйств. Население Сент-Хелины по возрастному диапазону распределилось следующим образом: 20,5 % — жители младше 18 лет, 58,7 % — от 18 до 65 лет и 20,8 % — в возрасте 65 лет и старше. Медианный возраст населения — 41,4 лет. Расовый состав: белые — 46,0 %, афроамериканцы — 51,8 %, азиаты — 0,2 %, коренные американцы — 0,5 % и представители двух и более рас — 1,4 %. Высшее образование имели 16,5 %.
Из 5317 домашних хозяйств 49,2 % представляли собой совместно проживающие супружеские пары, в 32,9 % семей женщины проживали без мужей, в 14,7 % семей мужчины проживали без жён, 31,5 % никогда не были женаты. Средний размер семьи — 3,08 человек. В 2020 году медианный доход на семью оценивался в 56 395 $, на домашнее хозяйство — в 45 063 $. 22,7 % от всей численности населения находилось на момент переписи за чертой бедности.
В приходе только один город Гринсберг и одна деревня Монтпилиер, остальные населённые пункты не зарегистрированы.